# Stuhm (Adelsgeschlecht)

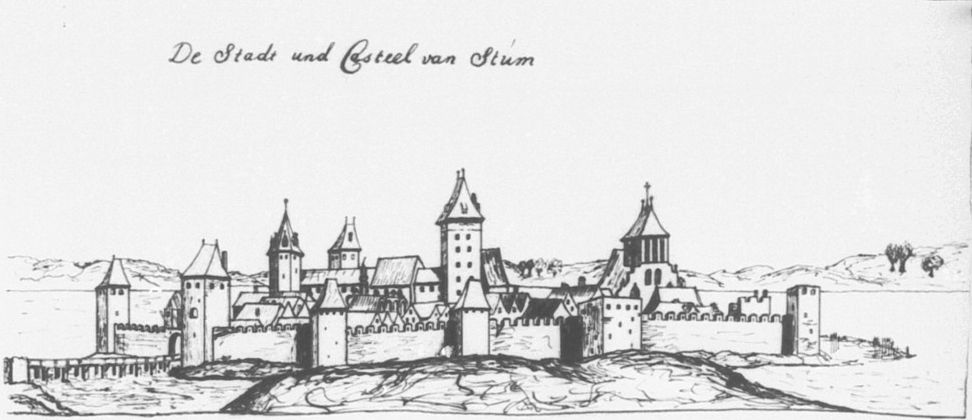
Burg Stuhm um 1600

Stuhm ist der Name einer polnischen Familie, die im 16. Jahrhundert durch den preußischen König geadelt wurde. Neben ihrem angestammten Namen Manikowski führten sie den Adelsnamen Grafen von Stuhm nach der gleichnamigen  Burg Stuhm in der Woiwodschaft Pommern.

## Geschichte
Stuhm gehörte in der Zeit von 1466 bis ins Jahr 1772 zum Preußen königlichen Anteils. Im Kampf gegen Moskau und die Tataren in Podolien erhielten die Brüder Zacharias und Theodore Manikowski am 8. Juni 1593 eine Auszeichnung für ihre Tapferkeit und Verdienste. Sie wurden in den polnischen Adel erhoben. Danach kehrten sie nach Stuhm zurück. Durch die Unruhen des Krieges zwischen der Republik Polen-Litauen und dem Königreich Schweden kamen sie in Besitz der Burg Stuhm, die genauen Umstände sind nicht mehr zu ermitteln. Nach Erlangen der Burg legten sie als Identifizierung mit der darauf erhobenen Grafschaft ihre Namen ab. Sie nannten sich Zacharias und Theodore Grafen von Stuhm. Kurz vor dem Vertrag von Stuhmsdorf, wo der Waffenstillstand zwischen den Ländern besiegelt wurde, verstarb Zacharias Graf von Stuhm bei einem Attentat. Theodore war nun alleiniger Graf von Stuhm. Theodor August Michael, der Nachkomme von Theodore, starb 1683 bei einem Brand, bei dem ein Großteil Stuhms abbrannte. Da dieser keine eigenen Nachkommen hatte, ging das Erbe nach Theodors Tode an seinen Cousin Antonius Manikowski. Bartalomäus Theodor August von Stuhm  war der letzte Graf der Grafschaft, die bis 1772 bestand, wo sie nach der Ersten Teilung Polens an das Königreich Preußen ging. In der ca. 170-jährigen Grafschaft gab es insgesamt sieben Grafen. Der Name Manikowski ist immer nebenbei geführt worden. Bis in die heutige Zeit hinein hat sich der Familienstamm fortgeführt, allerdings wurde der Name noch während des Ersten Weltkrieges in Mankowski geändert.

## Wappen
Das Wappen der Grafenfamilie von Stuhm zeigt die heilige Maria, welche in diesem Fall den christlichen Einfluss des Deutschen Ordens symbolisiert, genau wie die drei Kreuze auf der rechten Schildseite. Diese sind auch dem Orden nachzuführen. Die Federn über der Krone sind dem alten Wappen der Manikowskis entnommen, ebenso sowie die rot-weiße Verzierung an den Rändern.